# Jealous (음반)
《Jealous》는 미국의 블루스 음악가 존 리 후커의 음반이다. 후커가 프로듀싱한 이 음반은 1982년에 녹음되었지만 1986년 파우사 레코드가 발매하기 전까지 발매되지 않았다. 이 음반은 W.C. 핸디 어워드를 수상했고 그래미 어워드 후보에 올랐다. 이 음반은 1996년 포인트 블랭크 레코드에 의해 CD로 재발매되었다.

## 평가
| 전문가 평가                           | 전문가 평가 |
| 평가 점수                             | 평가 점수   |
| 출처                                  | 점수        |
| ------------------------------------- | ----------- |
| AllMusic                              | [ 2 ]       |
| The Penguin Guide to Blues Recordings | [ 3 ]       |
| PopMatters                            | [ 4 ]       |

올뮤직 비평가 톰 오웬스는 "《Jealous》는 훅의 기타의 무시무시한 스템핑에 의해 추진되지만, 눈에 띄는 순간은 거의 없습니다. 대신, 그것은 산봉우리나 계곡이 많지 않은 표준 컨템포러리 블루스 음반으로, 높낮이와 낮음이 거의 없는 일관된 음반입니다. 《Jealous》는 그 후속작인 《The Healer》보다 더 진부한 음반일 수도 있지만, 그것은 배경으로 사라지는 경향이 있어서 그의 가장 눈에 띄지 않는 음반 중 하나가 됩니다."라고 말했다.
《팝매터스》의 제스 런디는 다음과 같이 썼다. "《Jealous》는 그 당시 후커의 투어 밴드와 함께 녹음되었지만, 화학의 불꽃은 합성적으로 렌더링된 악기의 얇고 생동감이 없는 소리에 젖습니다. 녹음 그 자체에는 따뜻함과 맥박, 심지어 그의 초기, 중요한 작품의 투철한 사실주의가 결여되어 있습니다. 여기서, 사물은 메스꺼움이라기보다는 따분한 광택이 나게 닦입니다."

## 곡 목록
모든 곡들은 특별한 언급이 없는 한 존 리 후커에 의해 작사/작곡하였다.
| #   | 제목                           | 작사·작곡                  | 재생 시간 |
| --- | ------------------------------ | -------------------------- | --------- |
| 1.  | 〈Jealous〉                    |                            | 3:28      |
| 2.  | 〈Ninety Days〉                |                            | 3:24      |
| 3.  | 〈Early One Morning〉          |                            | 4:02      |
| 4.  | 〈When My First Wife Left Me〉 |                            | 4:31      |
| 5.  | 〈Boogie Woman〉               |                            | 4:27      |
| 6.  | 〈Well Well〉                  |                            | 4:47      |
| 7.  | 〈I Didn't Know〉              | 하울링 울프                | 3:00      |
| 8.  | 〈We'll Meet Again〉           | 디콘 존스, 그레고리 파울러 | 3:58      |
| 9.  | 〈Worried Life Blues〉         | 빅 메이서 메리웨더         | 2:27      |
| 10. | 〈Ninety Days (Reprise)〉      |                            | 3:20      |